# 機動戦士ガンダム vs.シリーズ
機動戦士ガンダム vs.シリーズは、バンダイナムコエンターテインメントより発売される、「ガンダムシリーズ」を題材とした3D対戦アクションゲームのシリーズ。

## シリーズ一覧

### アーケード版

#### 宇宙世紀シリーズ
機動戦士ガンダム 連邦vs.ジオン （NAOMI、2001年3月14日稼動開始）
シリーズ第1作。通称「連ジ」。8方向レバー+4ボタンの操作系統、「コストを0にした陣営が勝ち」などのゲームシステムは本作の時点で確立されている。
機動戦士ガンダム 連邦vs.ジオンDX （NAOMI、2001年9月14日稼動開始）
通称「連ジDX」。宙域ステージの追加、連邦側に機体が3体追加（うち2体は『機動戦士ガンダム 第08MS小隊』からのゲスト出演）、隠し要素「鹵獲モード」（敵陣営の機体を使用できるようになる）、旧ザクとギャンの性能が変更される（以後の宇宙世紀シリーズの2体は本作の性能を基にしている）など、大幅な仕様追加・変更がなされた。
機動戦士Ζガンダム エゥーゴvs.ティターンズ （SYSTEM246、2003年9月稼動開始）
通称「エウティタ」「無印Ζ」。舞台をグリプス戦役時代に移し機体も一新（ただしグリプス戦役に登場した機体がすべて登場するわけではない）。新システムとしてゲージ系システムのはしりとなった「ハイパーコンビネーション」、変形の追加など。キュベレイと一年戦争時代の機体がプレイ時間によって追加されていく要素もあった。
機動戦士Ζガンダム エゥーゴvs.ティターンズDX （SYSTEM246、2004年8月稼動開始）
通称「エウティタDX」「ΖDX」。前作のPS2版で追加された機体に加え6体の機体が追加され、グリプス戦役に登場した機体のうち、テレビアニメ『機動戦士Ζガンダム』に登場する機体がすべて収録された。「ハイパーコンビネーション」が「覚醒」に変わり、効果の異なる3種のアドバンテージ状態を選択できるようになり、機体間のバランス調整も行われた。
隠し要素として一年戦争時代のパイロットとステージが選択（PS2版連ジDXの追加ステージはアーケードでは今作が初登場）できるようになるといった要素もあった。

#### ガンダムSEEDシリーズ
機動戦士ガンダムSEED 連合vs.Z.A.F.T. （SYSTEM246、2005年7月稼動開始）
通称「連ザ」。『機動戦士ガンダムSEED』の「ヤキン・ドゥーエ戦役」を舞台にキャラクター・機体を一新。新システムとして高速移動・戦闘を可能にする「ブーストダッシュ」やシューティングゲームにおける溜め撃ちの「チャージショット」が追加され、覚醒の効果が選択できなくなった代わりにゲージが貯まった時点で個別に発動できるようになり、機体によっては武装が（チャージショット含めて）5つに増えた、CPU戦において特定のターゲットを破壊すればクリアとなるステージの導入など。一方でコスト表記の見直しや宙域ステージの撤廃、シールドガードがコマンド入力による任意発動になるなど、宇宙世紀シリーズからの変更点も少なからずある。
隠し要素として続編の『機動戦士ガンダムSEED DESTINY』からインパルスガンダム3形態とシン・アスカがゲスト登場した。本作より公式の全国大会『Premium Dogfight』が開催されるようになった。売り上げ約5,300本。
機動戦士ガンダムSEED DESTINY 連合vs.Z.A.F.T.II （SYSTEM246、2006年6月稼動開始）
通称「連ザII」。稼働開始当初の登場機体は大半が『DESTINY』登場の機体で、隠し要素の開放により『SEED』の機体とパイロットが登場する要素があった。前作からシステムはあまり変わっていないが、覚醒の効果が再び3種類から選択できるようになった（「復活」に相当するものがないなど、性能は異なる）。
隠し要素として『機動戦士ガンダムSEED C.E.73 STARGAZER』からストライクノワールがゲスト登場した（パイロットのスウェンは家庭用の『PLUS』で登場）。売り上げ約7,200本。

#### ガンダムVS.ガンダムシリーズ
機動戦士ガンダム ガンダムVS.ガンダム （SYSTEM256、2008年3月稼動開始）
通称「ガンガン」「GvsG」。今までのシリーズとは異なり、「デビルガンダムによってすべてのガンダムvsシリーズが融合した架空の電脳世界」を舞台に、今までにアニメ化された16作品の主役級とライバル・サポート機体が登場するオールスター作品。
ゲームシステムが前作からさらに変更され、覚醒が「Gクロスオーバー」という協力攻撃になり、機体再登場時に残りコストが使用機体のコストを割るとその割合だけ耐久値が減った状態で再登場する「コストオーバーシステム」や、対戦毎にチーム編成が変わる「チームシャッフル」、機体毎の特徴付けが今まで以上に明確化されるなど、前作とは全く異なるゲーム性となった。
隠し要素として『機動戦士ガンダム00』よりガンダムエクシアと刹那・F・セイエイがゲスト登場した。機体総数は隠し機体とラストボス含めて34体。基本的に1作につき2体ずつ登場（1stは4体、00はエクシアのみ）している。
機動戦士ガンダム ガンダムVS.ガンダムNEXT （SYSTEM256、2009年3月稼動開始）
通称「ガンガンNEXT」「ガンネク」「GvsGNEXT」。前作と同じ架空の電脳世界を舞台にしたオールスター作品。
ゲームシステムではGクロスオーバーが削除された代わりにほぼすべての行動をブーストダッシュでキャンセルする「NEXTダッシュ」が追加。CPU戦では一部のコースには次のステージを複数の候補から選べる「NEXTステージセレクト」が追加。
隠し要素として『機動戦士ガンダムUC』よりユニコーンガンダムがゲスト登場した（パイロットのバナージは家庭用の『PLUS』で登場）。機体総数はCPU戦のみで登場する機体を含めて64体で、前作とは異なり作品毎の登場機体数にばらつきがある（2〜6体）。

#### エクストリームバーサスシリーズ
機動戦士ガンダム エクストリームバーサス （SYSTEM357、2010年9月稼動開始）
通称「ガンエク」「エクバ」「EXVS.」など。『NEXT』の流れを受け継ぎながら、システム基板がSYSTEM357に変わったことによりグラフィックが大幅に向上している。
ゲームシステムではNEXTダッシュを発展させた「エクストリームアクション」や、『連合vs.Z.A.F.T.II』における「覚醒」を発展させた「エクストリームバースト」を搭載。また対戦以外にもICカードの採用やプレイヤーナビのレンタルなど、新しい要素が組み込まれている。
毎月のアップデートでは、新たな機体の参戦やゲームの不具合を修正している。
『NEXT』では主人公機のみの参戦だった『UC』が敵機も含めた本格登場となった他、『機動戦士ガンダム MS IGLOO』と『機動戦士クロスボーン・ガンダム』、『機動戦士ガンダムSEED ASTRAY』が初登場し、2011年7月のアップデートでは『劇場版 機動戦士ガンダム00 -A wakening of the Trailblazer-』が新たに登場、ダブルオークアンタが参戦した。
ボス機体として、EXVS.オリジナルのエクストリームガンダムが参戦している。
機動戦士ガンダム エクストリームバーサス フルブースト（SYSTEM357、2012年4月稼働開始）
通称「フルブ」「EXVS.FB」など。基本要素は『EXVS.』を受け継ぎつつ、「エクストリームバースト」を2タイプから選択できるなどシステムの多様化が図られている。
前作から引き続き、『VS.シリーズ』10周年記念漫画『ガンダムEXA』とのコラボレーションが広がり、オリジナル機体であるエクストリームガンダム type-レオスがプレイヤー機体として参戦している。また、『機動戦士ガンダム 閃光のハサウェイ』がシリーズに初登場した。
ICカードは専用のものからバナパスポートに変更している。
機動戦士ガンダム エクストリームバーサス マキシブースト（SYSTEM357、2014年3月稼働開始）
通称「マキブ」「EXVS.MB」など。『フルブースト』のシステムを引き継ぎつつ、「EXオーバードライブ」などの新要素を備えている。登場機体はアーケード版『フルブースト』全機体に加え、さらに本作からの登場となる機体が加わっている。
『機動戦士ガンダムAGE』が初登場し、2015年7月のアップデートでは『プラモ狂四郎』が新たに登場した。
機動戦士ガンダム エクストリームバーサス マキシブースト ON（SYSTEM357、2016年3月稼働開始）
通称「マキブオン」「マキオン」「EXVS.MBON」など。『マキシブースト』のシステムを引き継ぐ一方で、「EXオーバードライブ」を廃止し「EXバースト」を3タイプから選択可能となるなどの変更が施されている。
『鉄拳7』のようにオンライン対戦機能を有している。登場機体はアーケード版『マキシブースト』全機体に加え、さらに本作からの登場となる機体が加わっている。
アップデートで『機動戦士ガンダム サンダーボルト』、『ガンダムビルドファイターズ』が初登場した。
機動戦士ガンダム エクストリームバーサス2（System BNA1、2018年10月30日稼働開始）
通称「エクバ2」「EXVS.2」など。システム基板がSystem BNA1に変更されたことによりグラフィックが従来のエクストリームバーサスシリーズよりもさらに向上している。
家庭用からシリーズに入ったユーザーのためにパッド型コントローラー搭載型筐体に変更されている。登場機体はアーケード版『マキシブーストON』からほぼ全ての機体に加え、さらに本作からの登場となる機体が加わっている。
『ガンダムビルドファイターズトライ』が初登場し、アップデートで『SDガンダム外伝』、『機動戦士ガンダムNT』、『ガンダムビルドダイバーズ』が初登場した。
機動戦士ガンダム エクストリームバーサス2 クロスブースト（System BNA1、2021年3月10日稼働開始）
通称「クロブ」。『エクストリームバーサス2』のシステムを引き継ぎつつ、「EXバースト」の一部が変更されるとともに同時発動中は「EXバーストクロス」が発生するようになった。
新機体や新ステージのみならず既存の機体も150機体以上がリニューアルされ、“RX-93ff νガンダム”や『SEED』のリファイン機体はPS4世代のビジュアルを超えるようなクオリティを目指し開発された。また「カジュアルマッチ」やCPU戦に「2on2コース」が追加されるなど幅広いプレイに対応するべく改良が加わり、エクストリームバーサスシリーズ10周年記念作として過去最大規模となっている。
アップデートで『機動戦士ガンダムN-EXTREME』、『The-Life-Sized ν Gundam Statue』、『CCA-MSV』が初登場した。
機動戦士ガンダム エクストリームバーサス2 オーバーブースト（System BNA1、2023年6月28日稼働開始）
通称「オバブ」。『ガンダムビルドダイバーズRe:RISE』、『機動戦士ガンダム 水星の魔女』が初登場し、アップデートで『機動戦士ガンダムSEED FREEDOM』が初登場した。
機動戦士ガンダム エクストリームバーサス2 インフィニットブースト（2025年7月17日稼働開始）
通称「イニブ」。エクストリームバーサス15周年記念作品。「EXバースト」がオーバーブーストから3種類に減少した。だが、「EXオーバーリミット」という新しい機能を追加し、戦略性が前作と比べ高くなった。またコントローラーに「ライトタイプ」という機能が実装されボタンを連打するだけで射撃コンボ、格闘コンボが出るような、初心者を意識したような機能が実装された。そしてオープニングムービーには「Survive Said The Prophet」による「X＿AXIS」が使用されている。
既存機体を200機体以上改修しているほか、新機体に関してはリリース同日に「機動戦士ガンダムSEED FREEDOM」より「マイティーストライクフリーダムガンダム」が追加。さらに「機動戦士ガンダム水星の魔女」より「ガンダムエアリアル改修型」、「ガンダムエアリアルパーメットスコアエイト」が追加されることが決定している。

#### 架空の作品
『GvsG』および『NEXT』のオープニングムービーには、上記の4作品以外にも架空のvs.シリーズのタイトルロゴが流れる。下記はその一覧。
- 機動戦士ガンダム0080 ポケットの中の戦争 連邦VS.ジオンII
- 機動戦士ガンダム 第08MS小隊 連邦VS.ジオンIII
- 機動戦士ガンダム0083 STARDUST MEMORY 連邦VS.デラーズ・フリート
- 機動戦士ガンダムΖΖ エゥーゴVS.ネオ・ジオン
- 機動戦士ガンダム 逆襲のシャア ロンド・ベルVS.ネオ・ジオン
- 機動戦士ガンダムF91 連邦VS.クロスボーン・バンガード
- 機動戦士Vガンダム リガ・ミリティアVS.ザンスカール帝国
- 機動武闘伝Gガンダム シャッフル同盟VS.デビルガンダム軍団
- 新機動戦記ガンダムW OZVS.ホワイトファング
- 機動新世紀ガンダムX 宇宙革命軍VS.新地球連邦軍
- ∀ガンダム ミリシャVS.ディアナ・カウンター

### コンシューマ版

#### 宇宙世紀シリーズ
機動戦士ガンダム 連邦vs.ジオンDX（PlayStation 2、2001年12月6日発売）
アーケード版の移植。ただしグラフィックはハード性能などの関係から大幅に変わっている。家庭版オリジナルモードとして、一年戦争を一兵士の視点から描いた「ミッションモード」が搭載。KDDIの「マルチマッチング」サービスを通じて全国のプレイヤーと通信対戦することができた（アナログモデムを使用したサービスのため、マルチマッチングサービスが終了した現在は不可能となっている）。
売り上げ本数約89万本はコンシューマ版vsシリーズのみならず、歴代ガンダムゲームでも売り上げ1位の記録となっている。
機動戦士ガンダム 連邦vs.ジオン&DX （ドリームキャスト、2002年4月11日発売）
第1作（以下「無印」）のディスクとDXのディスクの2枚組。シリーズ唯一のDC版で、元々最初に発売が発表されたコンシューマ版はDC版の無印だったが、DXも移植することになり発売はPS2版よりも後となった。なお、無印がコンシューマ版に移植されたのはDC版のみである。PS2版にあったミッションモードはない。対戦は「マルチマッチング」サービスを通じてのみ行えたが（無印とDXそれぞれでサーバーが独立しており、無印vs.DXのような対戦は不可だった）、前述の通り現在は終了し、スタンドアロンでのプレイのみ行えるようになっている。

機動戦士Ζガンダム エゥーゴvs.ティターンズ（PlayStation 2、2003年12月4日発売）
アーケード版からの+α移植。使用可能機体が7体（エゥーゴ3体、ティターンズ4体）、CPU戦コースが1つ追加された。ブロードバンド回線を使用したKDDIのマルチマッチングBBにより定額で通信対戦が楽しめるようになった（2011年6月30日を以ってサービス終了）。
機動戦士ガンダム ガンダムvs.Ζガンダム（PlayStation 2・ニンテンドー ゲームキューブ、2004年12月9日発売）
エゥーゴvs.ティターンズDXからの+α移植。使用機体としてΖΖガンダムとキュベレイMk-IIが追加。ミッションモードの代わりに、パイロットごとにグリプス戦役・一年戦争の追体験やif展開を味わえる「宇宙世紀モード」が収録。ゲーム中に得たポイントを使用して作中に登場した機体などを観られる「コレクションモード」もある。
PS2版は前作と同じく2011年6月30日までマルチマッチングBBに対応していたが、GC版は発売当初から対応しておらず、代わりに画面分割を用いた4人対戦が行える。シリーズ唯一のゲームキューブ版でもある。

#### ガンダムSEEDシリーズ
機動戦士ガンダムSEED 連合vs.Z.A.F.T. （PlayStation 2、2005年11月7日発売、PlayStation Portable、2007年4月6日発売）
アーケード版からの+α移植。『SEED DESTINY』からAC版に登場した3機以外に第1クールで登場したセカンドステージシリーズ・ニューミレニアムシリーズの7機とそのパイロットが登場した。一方で過去の家庭用vsシリーズの定番であったミッションモード的なモードはなく、マルチマッチングBBによる通信対戦も無くなった。だが、後日発売されたPSP版にはアドホックモードによる通信対戦、ミッションモード的なモードがある。
売り上げ本数約47.6万本。
機動戦士ガンダムSEED DESTINY 連合vs.Z.A.F.T.II PLUS（PlayStation 2、2006年12月7日発売）
アーケード版からの+α移植。AC版には登場しなかったザムザザー、ゲルズゲーなど10機体が登場。ミッションモードの代わりとして『DESTINY』のストーリーを中心にif展開や『SEED』の物語も包括した「P.L.U.S.」モードを収録。『C.E.73 STARGAZER』からはスターゲイザーとパイロットのセレーネ・マクグリフ＆ソル・リューネ・ランジュがゲスト出演した。
売り上げ本数約51万本。今作も通信対戦はない。

#### ガンダムVS.ガンダムシリーズ
機動戦士ガンダム ガンダムVS.ガンダム（PlayStation Portable、2008年11月20日発売）
アーケード版からの+α移植。追加機体としてガンキャノン、ケンプファー、試作1号機（および換装機体の試作1号機Fb）、デスティニーガンダムが登場。一方でCPU戦の追加コースは存在せず（追加機体もCPU戦では対戦モード以外では相手にできない）、ミッションモード的なモードも存在しない。
アドホックによる最大4人までの対戦が可能で、PlayStation 3の機能の一つであるアドホック・パーティーを使用して擬似的に通信対戦も可能。
機動戦士ガンダム ガンダムVS.ガンダムNEXT PLUS（PlayStation Portable、2009年12月3日発売）
アーケード版からの+α移植。追加機体としてジオング、ジ・O、プロヴィデンスガンダムが登場。新規参戦作品として『新機動戦記ガンダムW Endless Waltz』からウイングガンダムゼロカスタムとガンダムナタクが追加されるほか、『機動戦士ガンダム00』のダブルオーライザーやリボーンズガンダム、『機動戦士ガンダムUC』のクシャトリヤ など、既存作品にも多数の機体が追加。ミッションモードにあたるものとして、モビルスーツやパイロットを成長させながらミッションをクリアする「NEXT-PLUS」モードが収録された。

#### エクストリームバーサスシリーズ
機動戦士ガンダム エクストリームバーサス（PlayStation 3、2011年12月1日発売）
アーケード版からの+α移植。シリーズ初のPS3版。機体にはアストレイブルーフレーム、ガンダムデュナメスが追加された。ダウンロードコンテンツとしてジオング、ジ・О、ゴトラタン、フリーダムガンダム、アルケーガンダム、『機動戦士ガンダム外伝 THE BLUE DESTINY』のブルー1号機が有料で配信される。アーケードモードには新たにFルートが追加された。全200以上のステージがある「トライアルミッション」モードが用意されており、このモードではMSのレベルアップやスキルの付与が可能になっている。またザクII、ドム、クィン・マンサ、ラー・カイラム、ラフレシア、ディビニダド、アドラステア、デストロイガンダム、ビグ・ラングなどCPU専用の機体が多数追加されている。
PlayStation Networkに対応しており4人でのオンライン通信対戦が可能（無料）。
2012年12月13日に廉価版となる「機動戦士ガンダム EXTREME VS. PlayStation 3 the Best」が発売され、追加ダウンロードコンテンツとしてΞガンダム、ガンダム試作3号機、アリオスガンダム、ストライクノワールが有料で配信される。
機動戦士ガンダム エクストリームバーサス フルブースト（PlayStation 3、2014年1月30日発売）
アーケード版からの+α移植。初回生産特典として『ガンダム・センチネル』のEx-Sガンダムが使用可能になるプロダクトコードが付属。
追加DLCとして『MSV』が初参戦した。
機動戦士ガンダム エクストリームバーサス フォース（PlayStation Vita、2015年12月23日発売）
『エクストリームバーサス』シリーズとしては初の家庭用オリジナル作品。ランカースとの共同開発。『ガンダム Gのレコンギスタ』と『機動戦士ガンダム 鉄血のオルフェンズ』が初参戦した。
機動戦士ガンダム エクストリームバーサス マキシブースト ON（PlayStation 4、2020年7月30日）
ガンダムバーサスから3年ぶりに発売されるPS4版のVSシリーズ2作目。エクストリームバーサス10周年記念作品。

#### ガンダムバーサスシリーズ
ガンダムバーサス（PlayStation 4、2017年7月6日発売）
第5世代のVS.シリーズ。家庭用オリジナル作品として発売。
『機動戦士ガンダム外伝 ミッシングリンク』、『ジオニックフロント 機動戦士ガンダム0079』、『機動戦士ガンダム外伝 コロニーの落ちた地で…』が初参戦した。

## シリーズを通しての基本システム
- 2つある勢力チームのうちどちらか片方のチームに所属し、自機と僚機の二機編制チームで戦う3D対戦アクションゲームで、両軍合わせて4人同時プレイが可能となっている。
- 3人称視点でモビルスーツを操作し、遠距離ではビームライフルなどの射撃武器を用いたシューティングゲームの要素と、近距離ではビームサーベルなどの白兵戦兵器を用いた対戦格闘ゲームの要素が融合した戦闘が特徴である。
- 各機体にはそれぞれ強さに応じたコストが設定されており、撃墜されると自軍チームの「総コストゲージ」が減少し、それが尽きた時点でそのチームの敗北となる。

## 各作品の相違点

### コスト
宇宙世紀シリーズは総コスト600、SEEDシリーズは総コスト1000、オールスター作品（以下Gvs.G）は総コスト6000として各種メディアにて表記されている。

### 操作系統、ステージ
宇宙ステージ
宇宙世紀シリーズでは連邦vs.ジオンDXから地面と重力の存在しない宇宙空間ステージが用意され、ジャンプボタンを押し続けると上方、レバー下＋ジャンプボタンを押し続けると下方へ移動する（ロックオン状態だと、標的の上方 / 下方へ回り込むように移動する）。SEEDシリーズ以降では宇宙空間ステージは廃止され、宇宙ステージも全て地面と重力が存在する。
空中ダッシュ
宇宙世紀シリーズでは、「空中でレバーを素早く2回倒す」ことでダッシュ移動するため、まず上昇しなければダッシュ移動ができず、ダッシュ中も重力によって徐々に下降する。それに対し、SEEDシリーズとGvs.Gではブーストボタンの2連打によって正面もしくはレバー入力方向にダッシュし、ダッシュ中は重力ではなくサーチ中の敵機を中心として軸移動する。
空中ステップ
宇宙世紀シリーズでは空中ステップが不可能で、ステップ＝地上における回避・移動手段という概念が存在する。上記の宇宙空間ステージではステップが可能である。
格闘コマンド入力
宇宙世紀シリーズが、自機の移動状況（空中にいる、ステップ中であるなど）によって発動する格闘技が決まっているのに対し、SEEDシリーズは格闘ボタン入力時のレバー入力方向により、出す格闘技を状況によって選択できる。
Gvs.Gは宇宙世紀シリーズの入力方法に近くなっていたが、続編であるNEXTでは格闘ボタン+レバー方向に戻っている。EXVS以降は空中・地上による差異が事実上廃止された。

### ダウン、よろけ、シールド防御
空中ダウン回避
宇宙世紀シリーズでは空中で攻撃（よろけ判定でシールド防御でない）を受けた場合は必ずダウンし、SEEDシリーズ以降では空中でよろけても地面に墜落する前に何らかのボタンを押すとダウンを回避できる。
連続ヒット時のダウン基準改定
宇宙世紀シリーズでは連続ヒット補整の切れないままよろけ続けると五回目でダウンするのに対し、SEEDシリーズ以降は攻撃毎に定められたダウン数値が一定の値を越えることでダウンするようになっている。
シールド防御発動
宇宙世紀シリーズのシールド防御は自動的に発動するのに対し、SEEDシリーズでは手動で「方向キーを素早く下→上へ入力する」ことで発動させるが、入力タイミングがシビアなため望むタイミングで発動させることが難しい。また、宇宙世紀シリーズのシールドは構えている位置が固定で、その位置に攻撃が当たらないと防御できず、偶然の発動に頼るところが大きい。
Gvs.Gでは、シールドを持つ機体の発動方法が宇宙世紀シリーズかSEEDシリーズのどちらかになっている。実体シールドを持つ機体は自動防御で、ビームシールドを装備する機体は特殊操作による手動防御が基本。ただし、ガンダムX・ガンダム試作2号機、PSP版のデスティニーガンダムのみ実体シールドでも手動防御が可能となっている。NEXT以降は自動防御が廃止され、全てSEEDシリーズの手動操作により発動する。EXVS以降は全機体でシールドガードが可能となっている。
シールド破損
宇宙世紀シリーズでは『連邦vs.ジオン』のギャンと『エゥーゴvs. ティターンズ』のΖガンダムを除いてシールドに耐久値が設定されており、ダメージが耐久値を超えるとシールドが破損し防御が不可能になるが、SEEDシリーズではシールド耐久値が設定されておらず、何度でも防御可能。
シールドが破損すると、シールドに装備している武器も使用不能となりシールドで殴る格闘動作も他の動作に置き換えられる。一部機体ではシールドが破損すると、格闘攻撃が強化される場合もある（ガンダムの二刀流など）。ガンダムやジム、グフ、ゲルググは2段階破損。ザク、ハイザック、マラサイの右肩の盾は本体の一部として扱われており、防御力は無い。
Gvs.Gでは自動発動する機体は耐久値制（ただし大半の機体はビームライフル1発程度で破損する）だが、コマンド入力で発動する機体の一部にも耐久値が設定されている。NEXT以降は自動発動の廃止に伴い、シールドが破損することがなくなった。ただしガンネク、NEXTのガンダムXは例外で、一定ダメージをガードするとシールドが破壊され、一部武装が使用不可となる。

### ゲージを使用したシステム
『エゥーゴvs.ティターンズ』の「ハイパーコンビネーション」として初めて導入された。仲間との連携によってコンビネーションゲージが少しずつ貯まっていき、通信ボタンで発動。一定時間機体の攻撃力、防御力がパワーアップするというシステム。『エゥーゴvs.ティターンズDX』では「覚醒」と名称変更し、攻撃力が上昇し敵の攻撃を受けてもノックバックしなくなる(ダメージは受ける)「強襲」(前作の覚醒に近い)、機動性が飛躍的に上昇する「機動」、耐久力がゼロになっても、コストが減らずに復帰できる（ただし復活した機体は大幅に弱体化している）「復活」から選択できるようになった。『連合VS.ザフト』では、覚醒の選択はできなくなったが、覚醒ゲージがプレイヤー1人1人に独立して与えられるようになった。『連合VS.ザフトII』ではゲージ半分で使用可能になり、「ラッシュ」「パワー」「スピード」から選択できるようになった。
『Gvs.G』では「Gクロスオーバー」となり、「コロニー落とし」や「月光蝶」のような広範囲の必殺技攻撃となった。『Gvs.GNEXT』では削除されゲージシステムは無い。
『EXVS』では「エクストリームバースト」となり、一定時間機体性能が上昇する。
『フルブースト』では「アサルト」「ブラスト」の2種類から選択可能になり、EXバースト発動中限定の必殺技「バーストアタック」が全機体に搭載された。
『マキシブースト』ではEXバーストが1種類となり、「EXオーバードライブ」が追加され「ファイティング」「シューティング」の2種類から選択可能になった。
『マキシブースト ON』ではEXオーバードライブがEXバーストに統合され「ファイティング」「エクステンド」「シューティング」の3種類から選択可能になった。
『EXVS2』ではEXバーストに前作からある「ファイティング」「エクステンド」「シューティング」の3種類に、新たに「モビリティ」「リンゲージ」の2種類、計5種類から選択可能になった。
『EXVS2XB』ではEXバーストに前作からある「ファイティング」「シューティング」「モビリティ」の3種類に、「エクステンド」と「リンゲージ」を廃止、統合した「カバーリング」、新たに「レイジング」の計5種類から選択可能になり、自機と僚機がEXバーストを同時発動することによって発生するEXバーストの強化機能「EXバーストクロス」が追加された。
『GVS』では「ブレイズギア」「ライトニングギア」の2種類から選択可能。

### 武装、ルート選択
武装による機種の区分け基準
複数種類の武装が選択可能な機種の場合、宇宙世紀シリーズでは1機種として扱う（MS選択直後に主武装を選択する）のに対し、SEEDシリーズでは同一機種でも主武装が違えば別の機種として扱うため、武装が違うとコストも違う機種が存在する（大型ミサイルを装備したジン、ストライカーパックを装着しないストライクガンダム）ほか、SEEDシリーズで搭乗する機種数も宇宙世紀シリーズ流に武装違いの同一機種を1機種としてまとめると公称より機種数が減る。『Gvs.G』以降では武装による区分けがなくなり、同一機体が戦闘中にコマンドを入力することで換装するか、武装違いがそれぞれ別の1機種として選択可能な方式になった。
アーケードモードをプレイするまでの手順
- 宇宙世紀シリーズ：所属勢力選択→ルート選択→プレイヤーネーム入力orキャラクター選択→地上用MS選択（→武装選択）→宇宙用MS選択（→武装選択）→プレイ開始
- 連合vs. Z.A.F.T.：MS選択→プレイヤーネーム入力orキャラクター選択→プレイ開始（ルートはキャラクター毎に固有）
- 連合vs. Z.A.F.T. II：ルート選択→MS選択→プレイヤーネーム入力orキャラクター選択→プレイ開始
- ガンダムvs.ガンダム以降:機体選択（キャラクターは固定）→コースおよびルート選択（一次解禁されていない場合はスキップされる）→プレイ開始

SEEDシリーズではMSは1機種しか選択できないため、地上専用MSを選んだ場合のルートは地上ステージのみのアナザールートとなる（SEEDシリーズには、宇宙世紀シリーズのボールやジオングのような宇宙ステージ専用MSは存在しない）。

### 所属勢力
宇宙世紀シリーズではアーケードモードをプレイする際にまず所属勢力（地球連邦軍 / ジオン公国軍、あるいはエゥーゴ / ティターンズ）を選択する必要があったが、SEEDシリーズ以降ではこれが廃止されたため、以下の点が変更された。
鹵獲カラー廃止
宇宙世紀シリーズでは所属勢力の敵のMSを選択（例えば、連邦軍を選択後にザクを選択）すると登場する鹵獲カラーが登場したが、SEEDシリーズ以降では所属勢力の選択が廃止されたこと、またPS装甲/VPS装甲の概念の存在と言った要因により廃止された。
パイロットキャラクター組み合わせの勢力制限廃止
宇宙世紀シリーズではアーケードモードにおいて敵対勢力のキャラクター同士がコンビを組むことは不可能であったが、SEEDシリーズ以降では所属勢力選択の廃止に伴いキャラクターのコンビの組み合わせもキャラクターの所属勢力に縛られなくなったため、所属勢力の枠を超えたキャラクター同士のコンビも組むことが可能。